# Бороно-Михайловка
Бороно-Михайловка — село в Турковском районе Саратовской области. Административный центр Бороно-Михайловского сельского поселения.

## География
Село находится на берегу реки Щербедина, на расстоянии примерно 19 км к северо-западу от рабочего посёлка Турки, административного центра района.

### Часовой пояс
Село Бороно-Михайловка, как и вся Саратовская область, находится в часовой зоне МСК+1. Смещение применяемого времени относительно UTC составляет +4:00.

## Население
| 2002 | 2010 |
| ---- | ---- |
| 470  | ↘386 |

## Улицы
- ул. Заречная,
- ул. Зелёная,
- ул. Садовая,
- ул. Советская,
- ул. Школьная[4].